# Euderus
Euderus is een geslacht van vliesvleugeligen uit de familie Eulophidae. De wetenschappelijke naam van dit geslacht is voor het eerst geldig gepubliceerd in 1844 door Haliday.

## Soorten
Het geslacht Euderus omvat de volgende soorten:
- Euderus acrobasis (Crawford, 1915)
- Euderus acuminatus (Girault, 1915)
- Euderus aemula (Masi, 1917)
- Euderus aeneus (Girault & Dodd, 1915)
- Euderus agrili Boucek, 1963
- Euderus agromyzae Gangrade, 1961
- Euderus alaskensis Yoshimoto, 1971
- Euderus albitarsis (Zetterstedt, 1838)
- Euderus alcidodes Singh, 2005
- Euderus alvarengai De Santis & Diaz, 1975
- Euderus andropogonae Risbec, 1956
- Euderus arenarius Erdös, 1951
- Euderus argyresthiae (Crawford, 1915)
- Euderus beardsleyi Yoshimoto, 1965
- Euderus beijingensis (Luo & Liao, 1985)
- Euderus brasiliensis (Ashmead, 1904)
- Euderus brevicornis Boucek, 1963
- Euderus californicus Yoshimoto, 1971
- Euderus canadensis Yoshimoto, 1971
- Euderus capensis (Girault, 1913)
- Euderus carpomyiae Bhatnagar, 1950
- Euderus caudatus Thomson, 1878
- Euderus cavasolae (Silvestri, 1914)
- Euderus chillcotti Yoshimoto, 1971
- Euderus crawfordi Peck, 1951
- Euderus cushmani (Crawford, 1915)
- Euderus diversipennis (Girault, 1915)
- Euderus elongatus Ashmead, 1887
- Euderus fasciatus Askew, 2001
- Euderus frater (Girault, 1915)
- Euderus fuscedinellae Yoshimoto, 1971
- Euderus fuscitarsis De Santis, 1957
- Euderus glaucus Yoshimoto, 1971
- Euderus gossypii Ferrière, 1931
- Euderus gracilis Graham, 1984
- Euderus grangeri (Boucek, 1963)
- Euderus herillus (Walker, 1847)
- Euderus io (Girault, 1929)
- Euderus jezoensis Ishii, 1938
- Euderus lindemani Fursov, 1997
- Euderus lineatus (Girault, 1913)
- Euderus lividus (Ashmead, 1886)
- Euderus magnificus Yoshimoto, 1971
- Euderus malayensis Ferrière, 1930
- Euderus marilandicus Girault, 1917
- Euderus masoni Yoshimoto, 1971
- Euderus mestor (Walker, 1839)
- Euderus metallicus (Ashmead, 1901)
- Euderus multilineatus (Girault, 1917)
- Euderus ovativentris (Girault, 1924)
- Euderus pallidiscapus (Gahan, 1934)
- Euderus palustris Erdös, 1951
- Euderus pecki Yoshimoto, 1971
- Euderus pempheriphila Ayyar & Mani, 1937
- Euderus petulans (Girault, 1913)
- Euderus pulcher (Girault, 1913)
- Euderus purpureus Yoshimoto, 1971
- Euderus regiae Yang, 1996
- Euderus repercussus (Girault, 1913)
- Euderus rubriscapus (Girault, 1916)
- Euderus rufiscapis (Girault, 1913)
- Euderus rugosus (Crawford, 1915)
- Euderus salinus Erdös, 1951
- Euderus saperdae Miller, 1965
- Euderus solidaginis Yoshimoto, 1971
- Euderus striata (Howard, 1897)
- Euderus subopacus (Gahan, 1927)
- Euderus sumneri (Girault, 1913)
- Euderus torymoides (Ferrière, 1931)
- Euderus ussuriensis (Storozheva, 1987)
- Euderus varicolor (Ashmead, 1894)
- Euderus verticillatus (Ashmead, 1888)
- Euderus viridilineatus Yoshimoto, 1971
- Euderus viridis Thomson, 1878
- Euderus viridulus Boucek, 1988
- Euderus vockerothi Yoshimoto, 1971
- Euderus yapensis Yoshimoto & Ishii, 1965